# Bantudiaspis faureae
Bantudiaspis faureae är en insektsart som beskrevs av Hall 1941. Bantudiaspis faureae ingår i släktet Bantudiaspis och familjen pansarsköldlöss.
Artens utbredningsområde är Zimbabwe. Inga underarter finns listade i Catalogue of Life.